# Georg Johan Maydell den yngre
Georg Johan Maydell, född 1675 i Estland, död den 23 december 1737 på Kungsgården i Folkärna socken, Kopparbergs län, var en svensk militär. Han var son till en kusin till Georg Johan Maydell den äldre.
Maydell blev adjutant hos överste Hastfer i Livland 1701, löjtnant vid von Fersens regemente i Narva 1704, kapten vid överstelöjtnant Huenes bataljon 1705, livdrabant 1707, vicekorpral vid drabantkåren 1714 och kvartermästare där 1718. Han var med Karl XII i Bender och deltog i kalabaliken där 1713, uthärdade även belägringen av Stralsund 1715 och bevistade aktionen vid Stresow på Rügen samma år. Maydell tilldelades överstes karaktär 1723 och fullmakt på detta 1731. Han naturaliserades som svensk adelsman sistnämnda år och introducerades samma år under nummer 1847. Maydell blev överstelöjtnant vid Västmanlands regemente 1733.